# Netty Booms
Netty Booms (Alkmaar, 25 oktober 2006) is een voetbalspeelster uit Nederland. Ze speelt als doelverdediger voor AZ in de Vrouwen Eredivisie.

## Clubcarrière
Sinds het seizoen 2022/23 fungeert Netty Booms als tweede keepster bij AZ achter Femke Liefting.
Op 5 maart 2024 tekende Booms haar eerste profcontract bij de Alkmaarders.
Booms maakte op 25 april 2024 haar debuut in de Vrouwen Eredivisie door in te vallen voor Liefting in het restant van een wedstrijd tegen Ajax die moest worden uitgespeeld nadat Liefting na een harde botsing naar het ziekenhuis moest. Booms kreeg daardoor de kans haar debuut te maken. Na het vertrek van Liefting naar Chelsea FC is Boom uitgegroeid tot eerste keepster in Alkmaar.

## Interlandcarrière
Booms werd opgeroepen voor het Nederlands elftal onder 20 dat deelnam aan het wereldkampioenschap in Colombia. Ze maakte haar debut in de oefeninterland tegen Spanje onder 20 op 16 augustus 2024.

## Statistieken
| Seizoen | Club       | Competitie | Competitie | Competitie | Beker | Beker | Overig | Overig | Totaal | Totaal |
| Seizoen | Club       | Competitie | Wed.       | Dlp.       | Wed.  | Dlp.  | Wed.   | Dlp.   | Wed.   | Dlp.   |
| ------- | ---------- | ---------- | ---------- | ---------- | ----- | ----- | ------ | ------ | ------ | ------ |
| 2022/23 | VV Alkmaar | Eredivisie | 0          | 0          | 0     | 0     | 0      | 0      | 0      | 0      |
| 2023/24 | AZ         | Eredivisie | 3          | 0          | 0     | 0     | 0      | 0      | 3      | 0      |
| 2024/25 | AZ         | 6          | 0          | 2          | 0     | 0     | 0      | 8      | 0      |        |
| Totaal  | Totaal     | Totaal     | 9          | 0          | 2     | 0     | 0      | 0      | 11     | 0      |

Bijgewerkt t/m 29 maart 2025.